# Вікторія (Хліпічень, Ботошань)
Вікторія (рум. Victoria) — село у повіті Ботошані в Румунії. Входить до складу комуни Хліпічень.
Село розташоване на відстані 362 км на північ від Бухареста, 40 км на схід від Ботошань, 59 км на північний захід від Ясс.

## Населення
За даними перепису населення 2002 року у селі проживали 1454 особи.
Національний склад населення села:
| Національність | Кількість осіб | Відсоток |
| -------------- | -------------- | -------- |
| румуни         | 1428           | 98,2%    |
| цигани         | 25             | 1,7%     |

Рідною мовою назвали:
| Мова      | Кількість осіб | Відсоток |
| --------- | -------------- | -------- |
| румунська | 1441           | 99,1%    |
| циганська | 13             | 0,9%     |